# Borut Božič
Borut Božič, slovenski kolesar, * 8. avgust 1980, Idrija. 
Božič je bil profesionani kolesar med leti 2004 in 2018. Njegovi največji uspehi so, zmaga na dirki po Valoniji leta 2007, zmaga prve etape na dirki po Poljski leta 2009 (plus dvodnevno nošenje rumene majice), zmaga na šesti etapi Dirke po Španiji in zmaga na peti etapi dirke po Švici 2011. 
Božič je za Slovenijo nastopil na Poletnih olimpijskih igrah 2008 v Pekingu, kjer je nastopil na cestni dirki, a je odstopil.
Po upokojitvi dela od 2019 kot športni direktor pri ekipi Bahrain-McLaren. 
Leta 2019 je prejel dvoletno prepoved nastopanja zaradi dopinga iz leta 2011.

## Uspehi
2002
1. mesto, Kriterij Medvod (SLO)
1. mesto, etapa GP Tell, Willisau (SUI)
VN Kranja (SLO)
prolog
2. mesto, 1. etapa
3. mesto, etapa Jadranska magistrala (CRO)
2004
1. mesto, 2. etapa in 3. etapa, Dirka po Sloveniji
1. mesto, etapa Dirka po Srbiji
1. mesto, etapa Jadranska magistrala
2005
1. mesto, etapa Tour de l'Avenir
1. mesto, etapa & skupni seštevek Jadranska magistrala
2. mesto, etapa Tour de l'Avenir
2. mesto, 3 etape Vuelta a Cuba
2. mesto, Trofej Plava Laguna 1 (CRO)
3. mesto, Prolog Jadranska magistrala(CRO)
2006
1. mesto, 2 etapi Dirka po Sloveniji
1. mesto, 3 etape Vuelta a Cuba
1. mesto, 3 etape Olympia's Tour
1. mesto, etapa Circuit des Ardennes
1. mesto, prolog, etapa & skupni seštevek Jadranska magistrala
2. mesto, 3 etape Vuelta a Cuba
2007
1. mesto, VN Kranja
1. mesto, skupni seštevek Dirka po Valoniji
1. mesto, etapa Dirka po Irski
1. mesto, VN HiFi-Color Studio, Elite/U23 (SLO)
2. mesto, etapa Dirka po Romandiji
3. mesto, etapa Dirka po Valoniji
2008
1. mesto  Slovenija Državni cestni prvak
1. mesto, etapa Étoile de Bessèges
1. mesto, etapa Vuelta a Andalucía
1. mesto, etapa Delta Tour Zeeland
2. mesto, etapa Étoile de Bessèges
2. mesto, Kriterij Medvod (SLO)
3. mesto, etapa Étoile de Bessèges
9. mesto, Pariz–Bruselj
2009
1. mesto, etapa Dirka po Španiji
1. mesto, 2 etape Dirka po Belgiji
1. mesto, etapa Dirka po Poljski
1. mesto, etapa Tour du Limousin
2. mesto, etapa Tour de Picardie
2. mesto, etapa Ster Elektrotoer
3. mesto, Pariz–Tours
3. mesto, etapa Dirka po Belgiji
3. mesto, etapa Benelux Tour
3. mesto, etapa Ster Elektrotoer
3. mesto, skupni seštevek Ster Elektrotoer
2010
Étoile de Bessèges
1. mesto, dve etapi
2. mesto, etapa
3. mesto, etapa Dirka po Luksemburgu
3. mesto, etapa Dirka po Sloveniji
5. mesto, etapa 2 Dirka po Poljski
12. mesto, Omloop Het Nieuwsblad
Tour of Britain
1. mesto, etapa
2. mesto, dve etapi
2. mesto, generalno
2011
1. mesto, 5. etapa, Dirka po Švici
3. mesto, Vattenfall Cyclassics
4. mesto, Grand Prix d'Isbergues - Pas de Calais
6. mesto, London Surrey Cycle Classic
6. mesto, Pariz-Bruselj
7. mesto, Svetovno prvenstvo-Elite, Copenhagen (DAN)
2012 (diskvalificiran, doping)
2013
2. mesto, Gent–Wevelgem (BEL)
2. mesto, Skozi Flandrijo (BEL)
5. mesto, GP de Fourmies / La Voix du Nord (FRA)
9. mesto, GP Ouest France - Plouay (FRA)
2014
3. mesto, Skozi Flandrijo (BEL)
7. mesto, E3 Harelbeke (BEL)
5. mesto, GP de Fourmies / La Voix du Nord (FRA)
9. mesto, GP Ouest France - Plouay (FRA)
2015
3. mesto, Državno prvenstvo, cestna dirka
2016
5. mesto, Route Adélie de Vitré (FRA)
2017
6. mesto, Državno prvenstvo, cestna dirka
6. mesto, 21. etapa, Dirka po Franciji
2018
Hammer Sportzone Limburg
4. mesto, skupno
1. mesto, 1. etapa

## Pomembnejša tekmovanja

### Tritedenske etapne dirke
| Grand Tour        | 2009 | 2010 | 2011 | 2012 | 2013 | 2014 | 2015 | 2016 | 2017 |
| ----------------- | ---- | ---- | ---- | ---- | ---- | ---- | ---- | ---- | ---- |
| Dirka po Italiji  | —    | —    | DNF  | —    | —    | 124  | —    | —    | —    |
| Dirka po Franciji | —    | —    | 136  | 129  | —    | —    | —    | DNF  | 160  |
| Dirka po Španiji  | 102  | —    | —    | —    | —    | —    | —    | —    | —    |